# Aides aegita
Aides aegita är en fjärilsart som beskrevs av William Chapman Hewitson 1866. Aides aegita ingår i släktet Aides och familjen tjockhuvuden. Inga underarter finns listade i Catalogue of Life.